# Eddy René Calvillo Díaz

Wappen von Eddy René Calvillo Díaz

Eddy René Calvillo Díaz (* 13. Juli 1970 in Guatemala-Stadt) ist ein guatemaltekischer römisch-katholischer Geistlicher und Weihbischof in Santiago de Guatemala.

## Leben
Eddy René Calvillo Díaz erlangte zunächst an der Universität Rafael Landívar ein Lizenziat im Fach Wirtschaftswissenschaft und arbeitete anschließend in diesem Bereich. Ab 1992 studierte er Philosophie und Katholische Theologie am nationalen Priesterseminar von Guatemala. Er wurde am 20. Februar 1999 zum Diakon geweiht und empfing am 20. August 1999 durch den Erzbischof von Guatemala, Próspero Penados del Barrio, das Sakrament der Priesterweihe für das Erzbistum Guatemala.
Nach der Priesterweihe war Calvillo Díaz zuerst als Pfarrvikar der Pfarrei Nuestra Señora de Guadalupe tätig, bevor er 2002 Pfarrer der Pfarrei Nuestra Señora de Montserrat wurde. Von 2002 bis 2004 absolvierte er an der Päpstlichen Universität Gregoriana in Rom weiterführende Studien im Fach Kanonisches Recht. Nach der Rückkehr in seine Heimat wirkte Calvillo Díaz kurzzeitig erneut als Pfarrvikar der Pfarrei Nuestra Señora de Guadalupe, bevor er 2005 Pfarrer der Pfarrei Nuestra Señora de la Asunción wurde. Anschließend war er Pfarrer der Pfarreien Cristo Rey (2007–2014) und Santísimo Nombre de Jesús (2015–2018). Ab 2010 fungierte Calvillo Díaz als Kanzler der Kurie und ab 2018 zudem als Pfarrer der Pfarrei Nuestra Señora de Fátima.
Am 27. März 2024 ernannte ihn Papst Franziskus zum Titularbischof von Carmeiano und zum Weihbischof in Santiago de Guatemala. Der Apostolische Nuntius in Guatemala, Erzbischof Francisco Montecillo Padilla, spendete ihm am 22. Juni desselben Jahres in der Kathedrale von Guatemala-Stadt die Bischofsweihe; Mitkonsekratoren waren der Erzbischof von Los Altos Quetzaltenango-Totonicapán, Mario Alberto Molina Palma OAR, und der Bischof von Quiché, Juan Manuel Cuá Ajacum. Sein Wahlspruch Vias tuas ostende mihi („Zeige mir deine Wege“) stammt aus Ps 25,4 .